# Amphiacusta macrosceles
Amphiacusta macrosceles är en insektsart som beskrevs av Otte, D. och Perez-gelabert 2009. Amphiacusta macrosceles ingår i släktet Amphiacusta och familjen syrsor. Inga underarter finns listade i Catalogue of Life.